# ويليام بي. تاليافيرو
ويليام بي. تاليافيرو (بالإنجليزية: William B. Taliaferro)‏ هو محامي وقاضي وسياسي أمريكي، ولد في 28 ديسمبر 1822 في الولايات المتحدة، وتوفي في 27 فبراير 1898 في نفس البلد.